# 布瓦布勒托
布瓦布勒托（法語：Boisbreteau，法語發音：[bwabʁəto]）是法国夏朗德省的一个市镇，属于干邑区。

## 地理
布瓦布勒托（45°19'24"N, 0°9'8"W）面积15.16 平方千米，位于法国新阿基坦大区夏朗德省，该省份为法国西部内陆省份，北起德塞夫勒省和维埃纳省，东临上维埃纳省，东南至多尔多涅省，南至多爾多涅省，西接滨海夏朗德省。
与布瓦布勒托接壤的市镇（或旧市镇、城区）包括：吉藏雅尔、奥里奥勒、图韦拉克、舍旺索。

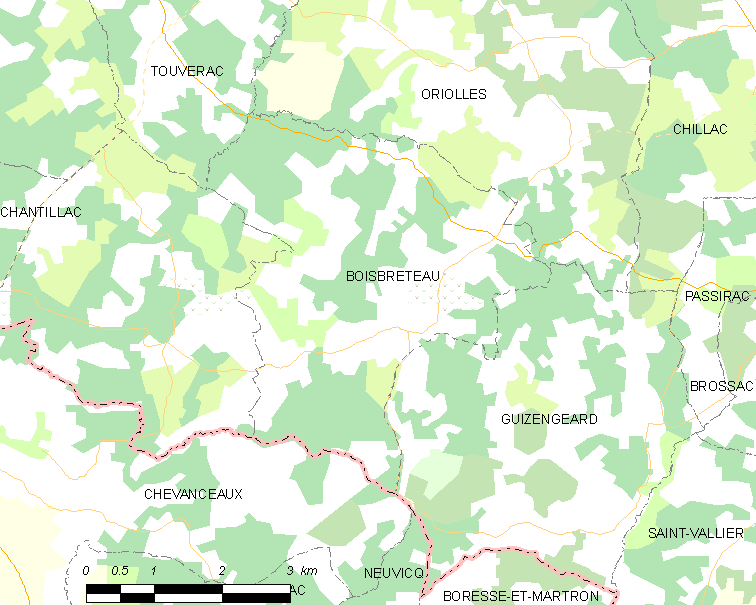
布瓦布勒托的OSM定位图

布瓦布勒托的时区为UTC+01:00、UTC+02:00（夏令时）。

## 行政
布瓦布勒托的邮政编码为16480，INSEE市镇编码为16048。

## 政治
布瓦布勒托所属的省级选区为夏朗德南县。

## 人口

1962-2008年间布瓦布勒托人口变化图示

布瓦布勒托于2022年1月1日时的人口数量为128人。